# Bruno Valencony
Bruno Valencony (Bellerive-sur-Allier, 16 giugno 1968) è un ex calciatore e allenatore di calcio francese, di ruolo portiere.

## Biografia
Figlio di un camionista e di una babysitter, ha una sorella di sei anni più piccola, con la quale spesso giocava a calcio in casa. A 5 anni si trasferì con la famiglia a Clermont-Ferrand e perciò è li che crebbe.

## Carriera

### Calciatore
Cominciò la sua carriera giovanile al Clermont Foot, per poi passare a 16 anni all'INF Vichy, con cui disputò tre stagioni.
Successivamente passò al Bastia, allora militante in Division 2, col quale esordì come professionista il 24 febbraio 1990 contro l'Avignon Football 84. Con la squadra corsa riuscì a conquistare una promozione in Division 1 grazie al 3º posto nel campionato di Division 2 1993-1994 e a disputare la finale di Coupe de la Ligue 1994-1995, prima e dizione della manifestazione, persa contro il Paris Saint-Germain.
Nel 1996, anche per colpa di dissapori con la dirigenza del Bastia, si trasferisce al Nizza. Nella sua prima stagione col nuovo club riuscì a conquistare il suo unico trofeo da calciatore, la Coppa di Francia 1996-1997, ma a causa dell'ultimo posto in campionato la squadra retrocesse in Division 2. Nella stagione seguente, nonostante la squadra si trovasse in una serie cadetta, disputò le sue uniche partite internazionali, ovvero i due incontri degli ottavi di finale di Coppa delle Coppe contro lo Slavia Praga, dai quali il Nizza uscì sconfitto a causa della regola dei gol fuori casa. Il ritorno in Ligue 1 avviene soltanto al termine della stagione 2001-2002, con la squadra che conquista la promozione grazie al 3º posto in campionato. Nei successivi tre anni di Ligue 1 Valencony disputò soltanto una partita, nel suo ultimo anno da calciatore. Si ritirò infatti al termine della stagione 2004-2005.

### Allenatore
Dopo il ritiro diventò allenatore di portieri del Nizza e mantenna questa posizione per 7 anni, fino al 2012. Successivamente passò alla sezione amatori del Monaco, poi all'accademia del Bastia, sempre come allenatore dei portieri. Nel 2014 entrò a far parte dello staff della nazionale mauritana insieme a Corentin Martins, che aveva il ruolo di allenatore. Nel 2016, in seguito all'ingaggio del suo ex compagno al Nizza Olivier Echouafni come commissario tecnico, diventa allenatore di portieri della nazionale femminile francese. Dal 2018 al 2021 è stato allenatore dei portieri del Paris Saint-Germain femminile: arrivato sempre grazie ad Echouafni, quando l'ex compagno ha dovuto lasciare l'incarico anche lui ha abbandonato il club.

## Statistiche

### Presenze e reti nei club
Statistiche aggiornate al 23 ottobre 2021.
| Stagione        | Squadra         | Campionato      | Campionato | Campionato | Coppe nazionali | Coppe nazionali | Coppe nazionali | Coppe continentali | Coppe continentali | Coppe continentali | Altre coppe | Altre coppe | Altre coppe | Totale | Totale |
| Stagione        | Squadra         | Comp            | Pres       | Reti       | Comp            | Pres            | Reti            | Comp               | Pres               | Reti               | Comp        | Pres        | Reti        | Pres   | Reti   |
| --------------- | --------------- | --------------- | ---------- | ---------- | --------------- | --------------- | --------------- | ------------------ | ------------------ | ------------------ | ----------- | ----------- | ----------- | ------ | ------ |
| 1989-1990       | Bastia          | D2              | 10         | -14        | CF              | ?               | ?               | -                  | -                  | -                  | -           | -           | -           | 10     | -14+   |
| 1990-1991       | Bastia          | D2              | 27         | -28        | CF              | 1+              | -3+             | -                  | -                  | -                  | -           | -           | -           | 28+    | -31+   |
| 1991-1992       | Bastia          | D2              | 3          | -10        | CF              | 2+              | -0+             | -                  | -                  | -                  | -           | -           | -           | 5+     | -10+   |
| 1992-1993       | Bastia          | D2              | 27         | -24        | CF              | 1+              | -2+             | -                  | -                  | -                  | -           | -           | -           | 28+    | -26+   |
| 1993-1994       | Bastia          | D2              | 42         | -29        | CF              | 2+              | -3+             | -                  | -                  | -                  | -           | -           | -           | 44+    | -32+   |
| 1994-1995       | Bastia          | D1              | 37         | -56        | CF+CdL          | 2+4             | -1 + -4         | -                  | -                  | -                  | -           | -           | -           | 43     | -61    |
| 1995-1996       | Bastia          | D1              | 34         | -48        | CF+CdL          | 1+0             | -1 + 0          | -                  | -                  | -                  | -           | -           | -           | 35     | -49    |
| Totale Bastia   | Totale Bastia   | Totale Bastia   | 180        | -209       |                 | 13+             | -14+            |                    | -                  | -                  |             | -           | -           | 193+   | -223+  |
| 1996-1997       | Nizza           | D1              | 33         | -56        | CF+CdL          | 6+1             | -4 + -2         | -                  | -                  | -                  | -           | -           | -           | 40     | -62    |
| 1997-1998       | Nizza           | D2              | 30         | -29        | CF+CdL          | 1+1             | -1 + -2         | CdC                | 2                  | -3                 | -           | -           | -           | 34     | -35    |
| 1998-1999       | Nizza           | D2              | 22         | -22        | CF+CdL          | 1+1             | 0 + -2          | -                  | -                  | -                  | -           | -           | -           | 24     | -24    |
| 1999-2000       | Nizza           | D2              | 10         | -9         | CF+CdL          | 0               | 0               | -                  | -                  | -                  | -           | -           | -           | 10     | -9     |
| 2000-2001       | Nizza           | D2              | 29         | -46        | CF+CdL          | 0+1             | 0 + -2          | -                  | -                  | -                  | -           | -           | -           | 30     | -48    |
| 2001-2002       | Nizza           | D2              | 19         | -15        | CF+CdL          | 2+1             | -1 + -2         | -                  | -                  | -                  | -           | -           | -           | 22     | -18    |
| 2002-2003       | Nizza           | L1              | 0          | 0          | CF+CdL          | 1+0             | 0               | -                  | -                  | -                  | -           | -           | -           | 1      | 0      |
| 2003-2004       | Nizza           | L1              | 0          | 0          | CF+CdL          | 0+1             | 0 + -2          | -                  | -                  | -                  | -           | -           | -           | 1      | -2     |
| 2004-2005       | Nizza           | L1              | 1          | 0          | CF+CdL          | 1+1             | 0 + -1          | -                  | -                  | -                  | -           | -           | -           | 3      | -1     |
| Totale Nizza    | Totale Nizza    | Totale Nizza    | 144        | -177       |                 | 19              | -19             |                    | 2                  | -3                 |             | -           | -           | 165    | -199   |
| Totale carriera | Totale carriera | Totale carriera | 324        | -386       |                 | 32+             | -33+            |                    | 2                  | -3                 |             | -           | -           | 358+   | -422   |

## Palmarès

### Competizioni nazionali
- Coppa di Francia: 1

Nizza: 1996-1997